# Шимао Интернешънъл Плаза
„Шимао Интернейшънъл Плаза“ (на китайски: 上海世茂国际广场) е небостъргач, висок 333,3 m, намиращ се в Шанхай, Китай.
Изграждането започва през 2001 г. и завършва през 2005 г. Има 60 етажа и площ от 170 000 m2. Сградата се използа за офисно пространство, като в 9 от етажите се помещава търговски център.

## Галерия
- Източната фасада
- Строежът през 2005 г.